# Delphinium glabricaule
Delphinium glabricaule är en ranunkelväxtart som beskrevs av Wen Tsai Wang. Delphinium glabricaule ingår i släktet storriddarsporrar, och familjen ranunkelväxter. Inga underarter finns listade i Catalogue of Life.